# NGC 3278
NGC 3278 este o emission-line galaxy⁠(d) situată în constelația Mașina Pneumatică. A fost descoperită în 2 martie 1835 de către John Herschel. Se află la o distanță de 38,55 de megaparseci de Pământ.